# Hemidactylus pseudomuriceus
Hemidactylus pseudomuriceus är en ödleart som beskrevs av  Henle och BÖHME 2003. Hemidactylus pseudomuriceus ingår i släktet Hemidactylus och familjen geckoödlor. Inga underarter finns listade i Catalogue of Life.